# Zak Starkey
Zak Starkey, angleški bobnar, * 13. september 1965, Hammersmith, London, Anglija.
Zak je v mladosti zelo oboževal Keitha Moona, bobnarja skupine The Who. Leta 2004 se je pridružil britanski indie rock skupini Oasis. Leta 2008 pa je Zak skupino zapustil in se pridružil britanski rock skupini The Who.
Njegov oče je Ringo Starr, nekdanji bobnar skupine The Beatles.
1. ↑  GeneaStar